# حسي رع

حسي رع

حسي رع (بالإنجليزية: Hesy-Ra) كان مسؤولا رفيعا في عهد قدماء المصريين وعمل تحت حكم الملك زوسر (2668 ق.م. – 2649 ق.م.) أثناء الأسرة المصرية الثالثة. عرف من مقبرته الكبيرة المزينة وبها لوحة من الخشب، يوجد عليها منحوتا وبجانبه أسمه ووظيفته بالهيروغليفية. وفوق ذلك فهو يعتبر أول طبيب أسنان يذكر اسمه في التاريخ، حيث يقول النص على اللوحة الخشبية wr-ibḥ-swnw أي: «كبير أطباء الأسنان».

## مقامه التاريخي
عرف حسي رع من لوحة خشبية من خشب الأرز وعليها صورة له واسمه ووظيفته. اكتشف أوجست ماريت الفرنسي مقبرته في عام 1866 وأتم التنقيب عنها «جيمس كيبل» في عام 1912. ووجدت في المقبرة تلك اللوحة الخشبية المحفورة بإتقان من عهد الدولة القديمة في مصر، واللوحة لا تزال في حالة جيدة.
وعلاوة على ذلك فإن خشب شجر الأرز نادر في مصر، وكان يستورد من لبنان. ومعنى ذلك أنه كانت توجد روابط تجارية في ذلك الوقت بين مصر ولبنان. كما تدل قطع الأثاث الفاخرة الموجودة في مقبرته على أنه كان شخصية كبيرة وفي رتبة عالية ويحظى بثراء كبير.

## شخصيته

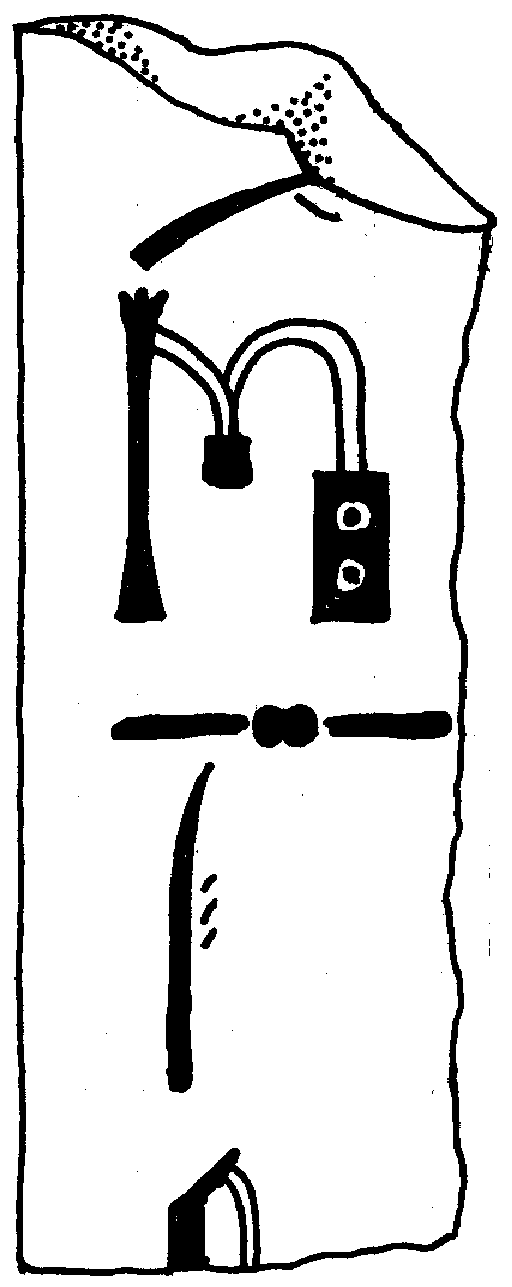
أسطوانة من العظم من مقبر حسي رع وعليها كتابة بالحبر الأسود

### اسمه
اسم حسي رع له أهمية خاصة لدى علماء الآثار المصرية حيث يدل اسمه على عبادة «إله الشمس» رع. ومن المهم هنا أن اسم رع مكتوب بالحروف الهيروغليفية كاملا، حيث كان من المعتاد ذكر الإله رع في هيئة قرص الشمس فقط عند كتابة أسماء الملوك وعلى المعابد.

الاسم = 
| r · a | H | Hz | z · i · i |

تفسير الاسم = (Hesi Re 
 Ḥsjj-Rˁ  
 أي «ممدوح رع» 

### ألقابه
كان حسي رع يحمل لقب «مندوب الملك» ولقب «كبير العاصمة بوتو» وكذلك كان يسمى «أخ من»، و «كبير كتـّاب الملك» و «من العشرة الكبار من صعيد مصر» و «كاهن حقا محيت». كل تلك الأسماء مذكورة على اللوحة الخشبية التي وجدت في مقبرة حسي رع. كما كان يحمل لقب «كبير الأطباء وأطباء الأسنان» (wr-ibḥ-swnw) وبذلك فهو أول طبيب يذكر في التاريخ.

## مقبرته
مقال تفصيلي: مقبرة حسي رع

### الموقع والتقسيم
توجد مسطبته المبنية من الطوب اللبن في الجزء الشمالي من منطقة سقارة. وكانت في الأصل يبلغ طولها 43 متر وبعلو3أمتار على الأقل وهي في الإتجاه من الشمال إلى الجنوب ولكنها تنحرف عنه قليلا. يوجد مدخل المقبرة في جهة الشرق، يتلوه بهو وحجرات فرعية مزينة الجدران وسرداب. ويوجد بالقرب من الحافة الغربية للمقبرة (داخلها) حفرة عميقة مسدودة تؤدي إلى حجرة التابوت. وقد وجدت المقبرة مسروقة عند اكتشافها.

### اللوحات الخشبية

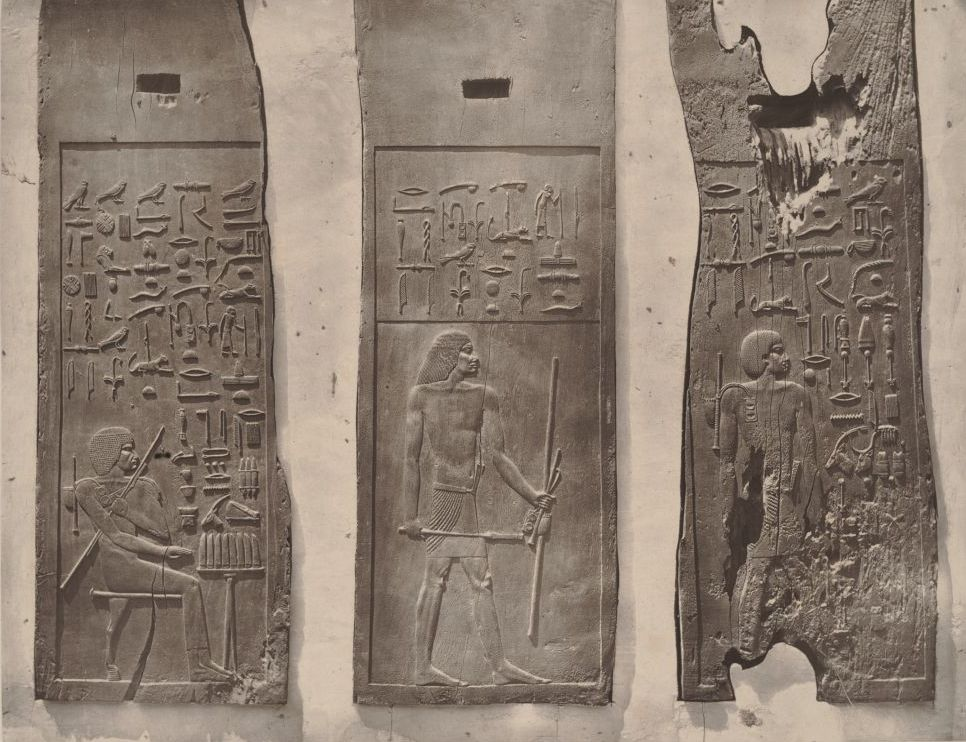
لوحات خشبية لحسي رع.

احتوى بهو المقبرة على لوحات مختلفة من خشب الأرز ومحفور عليها صور لحسي رع، تصوره واقفا يلبس الملابس الرسمية وحاملا صولجانا، أو جالسا وأمامه منضدة عليها قرابين (خبز ومأكولات مختلفة ولحوم وقوارير للشرب). الصور تبين وجهه من الجانب أما جسمه فهو ملفوف شيئا ما بحيث تظهر تفاصيله كاملة. ذلك الوضع في التصوير كان معتادا أثناء الدولة القديمة.
وأما صورته النصفية فهي تحتوي على ألقابه المختلفة. ومن اللوحات ما وجد
في حجرات قصر قديم ـ وهي معرزضة الآن في المتحف المصري.

### اللوحات الملونة
كانت جدران بهو المقبرة مغطاة بالملاط ومرسوم عليها اشكال هندسية بالألوان. وكانت الألوان لا تزال واضحة وقت اكتشاف المقبرة، الأحمر والأخضر والأسود والأصفر والأبيض. ويحيط بالمسطبة جدار وكانت واجهته الداخلية مرسومة بالكامل. وينقسم الحائط الغربي إلى ثلاثة أجزاء: الجزء السفلي وكان مطليا بالأحمر يحده من أعلى ومن أسفل شريطات أسودان. وفوق منها توجد مجموعة من صور تمثل عيدان البوص بأشكال مختلفة ملونة بالأخضر والأصفر. ويحد تلك الصور من اعلى شريط أحمر.
وأما الحائط الشرقي الداخلي فكان الجزء السفلي منه مزين بأشكال عقد متداخلة ومطلية بالأخضر والأصفر.
ويوجد مرسوما أعلى منها صور ملونة لمحتويات مقبرة حس رع، وصور لقرابين الخبز والطيور والبلح والنبيذ، وبجانبها صور لقوارير ماء وزيت وقوارير زينة، وكذلك صور أدوات كتابة وأدوات صيد.
وصور لسرائر ومضاجع ذات أشكال مختلفة، ومنضدة قائمة على عمود واحد، ويزينها على سطحها تمثيل لثعيان ملفوف. وجميع تلك الصور كانت مصحوبة بكتابات هيروغليفية، وكانت الكتابة أيضا ملونة وهي تدل على محتويات الأواني وتصف الموجودات المصورة.
ويوجد فوق رسومات أثات المقبرة صورة بأشكال زينة للخيم بالألوان الأحمر والأبيض والأسود. وقد أغلقت المسطبة بعد اكتشافها من أجل الحفاظ على ما فيها من رسومات ولوحات. ولكن جزء منها كان قد أصابته عوامل التعرية الطبيعية، وأفسدها الحريق وما قام به لصوص القبور من أعمال التخريب.

### موجودات أخرى
وجدت بالمقبرة العديد من الأواني الفخارية والحجرية المهشمة وبعضها كان سليما. ووجت بينها أجزاء من أختام أسطوانية عليها اسم حورس للملك زوسر، وهي تسمح بتقدير عمر المقبرة. بعض تلك الأواني الفخارية كانت تحتوي على بقايا من زيت كان قدماء المصريين يعتزون به ويسمونه زيت «سيتي شماي».

## وصلات خارجية
- Article–(with one Hesy-Ra panel photo)

## اقرأ أيضا
- وظائف مصر القديمة
- الطب في مصر القديمة
- زوسر
- مريت بتاح
- بنثو
- بسشيت
- هرم سقارة
- أسرة مصرية ثالثة
- أمير (مصر القديمة)